# Addisonia brophyi
Addisonia brophyi är en snäckart som beskrevs av J. H. McLean 1985. Addisonia brophyi ingår i släktet Addisonia och familjen Addisoniidae. Inga underarter finns listade i Catalogue of Life.